# アネッリ
アネッリ(イタリア語: Anelli)あるいは別名「アネレッティ」(Anelletti)は小さく、薄い輪の形のパスタである。スープやパスタサラダに使われる。アネッリの小さいものは「アネッリーニ」(Anellini)と呼ばれ、4分の1くらいの大きさである。